# Amphicoma corniculata
Amphicoma corniculata är en skalbaggsart som beskrevs av Edmund Reitter 1903. Amphicoma corniculata ingår i släktet Amphicoma och familjen Glaphyridae. Inga underarter finns listade i Catalogue of Life.